# حاملة طائرات محمولة جوا
حاملة الطائرات المحمولة جواً نوع من طائرات السفن الأم التي يمكنها حمل وإطلاق و إسترداد و دعم طائرات طفيلية أخرى أصغر منها حجمًا.
أطلق نوع وحيد من هذه الطائرات، التي كانت مناطيد تابعة للقوات البحرية الأمريكية في ثلاثينيات القرن العشرين، كما عدَّل الإتحاد السوفييتي طائرات لتستخدم في هذا الدور بنسب نجاح متفاوتة قبيل بداية الحرب العالمية الثانية.
وُظف هذا النوع من المركبات في العديد من الأعمال الفنية كطائرة الهيليكارير في عالم مارفل.

## حاملات الطائرات المنطادية
تم إجراء تجارب لإطلاق الطائرات من المناطيد في بريطانيا بهدف حمايتها أثناء مهامها العملياتية خلال شهر يوليو 1917. أجريت التجارب عبر ربط طائرات سوب ويث كامل من منطاد تابع للجيش البريطاني و إطلاقها بدون طيار قبل أن يتم إطلاق الطائرات من المناطيد بقيادة طيارين بنجاح.
أدت هذه التجارب إلى تطوير تصور فني سنة 1924 تم فيه العمل على تصميم منطاد يحمل خمس طائرات مقاتلة للإستخدام العسكري، غير أن هذا المشروع قد ألغي ليتم التركيز على إنهاء العمل في مشاريع المناطيد المدنية القائمة.

### فئةأكرون

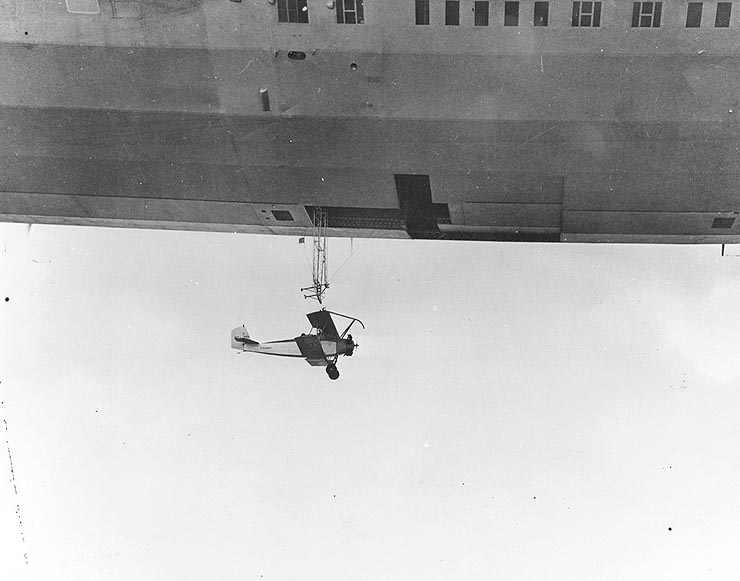
إطلاق طائرة كونسوليديت N2Y من منطاد أكرون

بُني منطادان من الفئة أكرون هما المنطاد أكرون والمنطاد ماكون للقيام بمهام الإستطلاع للقوات البحرية الأمريكية وتشغيلهما بين عامي 1931 و 1935.
بعد تجارب إطلاق و إستعادة طائرات صغيرة بإستخدام المنطاد يو إس إس لوس أنجلوس، تم تصميم المنطادين أكرون و ماكون بمهاجع طائرات داخلية قادرة على إيواء عدد من طائرات كورتيس إف 9 سي سباروهاوك ذات الجناحين. تمت عملية إطلاق و إستعادة الطائرات بإستخدام آلية "أرجوحة".
كما أن طول هذين المنطادين البالغ 785 قدم (239 م)، جعل أكرون و ماكون من بين أكبر الأجسام الطائرة في العالم، كما أنهما لا يزالان يحملان الرقم القياسي العالمي في حجم المناطيد المعبأة بغاز الهيليوم، بينما كانا أقصر بما يقرب من 20 قدم (6.1 م) من المنطاد الألماني هيندنبورغ المعبأ بالهيدروجين.
طارت حاملة الطائرات أكرون لأول مرة في 8 أغسطس 1931 وتبعهتها الحاملة ماكون في 21 أبريل 1933. و بدأت طائرات سباروهوك المقاتلة بالتحليق من المناطيد في سبتمبر 1932. دمرت الحاملة أكرون في عاصفة بتاريخ 4 أبريل 1933 و 'ماكون في حادثة أخرى 12 فبراير 1935.
خلال فترة خدمة حاملة الطائرات أكرون المليئة بالحوادث و التي استمرت 18 شهرًا تم إستخدامها كحاملة طائرات محمولة جواً لإطلاق و إستعادة طائرات مقاتلة من طراز F9C سبارو هوك. دُمرت حاملة الطائرات أكرون في عاصفة رعدية قبالة سواحل نيو جيرسي في صباح 4 أبريل 1933، مما أسفر عن مقتل 73 من أفراد طاقمها البالغ عددهم 76 وركابها. كان هذا الحادث أكبر خسارة في الأرواح لأي حادث تحطم منطاد.
صُممت ماكون لحمل طائرات طفيليّة مزدوجة الجناح : خمسة من طراز كيرتس F9C سبارو هوك ذات المقعد الواحد للإستكشاف أو طائرتين من طراز كونسوليديت N2Y-1 ذات المقعدين لأغراض التدريب. بقي هذا المنطاد كحاملة طائرات في الخدمة لمدة تقل عن سنتين حيث أصيب سنة 1935 بأضرار نتيجة لعاصفة قبل أن يتحطم قبالة ساحل بيج سور في كاليفورنيا. وعلى الرغم من إنقاذ معظم أفراد الطاقم، تم إدراج الحطام باسم "USS Macon Airship Remains" في السجل الوطني الأمريكي للأماكن التاريخية .

## مشروع زفينو
أقيم مشروع زفينو في الإتحاد السوفيتي خلال الثلاثينيات من القرن العشرين. تألف المشروع من طائرة توبوليف تي بي 1 أو طائرة توبوليف تي بي 3 كطائرة أم ومن طائرتين مقاتلتين إلى 5 طائرات مقاتلة حسب نوع الطائرة الأم. أقلعت المقاتلات كجزء من الطائرة الأم غالبا إلا أنه كان من الممكن أن تنضم للطائرة الأم أثناء الطيران.
إشتمل النموذج النهائي للمشروع على قاذفة من طراز تي بي 3 وطائرتين مقاتلتين من طراز بوليكاربوف آي 16 كل منهما مسلح بقنبلتين من وزن 250 كجم. إستخدم هذا النموذج مع نتائج جيدة في الهجوم على أهداف داخل رومانيا في المراحل الأولى من الحرب العالمية الثانية، كما شارك سرب من هذه الطائرات في تدمير جسر على نهر الدنيبر بعد إستيلاء القوات الألمانية عليه.

## لوكهيد CL-1201
أجرت شركة لوكهيد الأمريكية في أواخر ستينيات القرن العشرين دراسة لإنتاج طائرة نقل عملاقة تعمل بالطاقة الذرية. أطلق على المشروع إسم لوكهيد CL-1201. بلغ طول الجناح في التصميم 1,120 قدم (340 م)، من ضمن الطرازات التي تم طرحها في الدراسة حاملة طائرات محمولة جواً تنقل ما يصل إلى 22 طائرة مقاتلة تحت أجنحتها.

## كونفير B-36
في خمسينيات القرن العشرين تمت دراسة تحويل القاذفة الإستراتيجية B-36 إلى حاملة طائرات محمولة جواً مع سرب من أربع مقاتلات طفيلية من طراز ماكدونيل دوغلاس F-85 غوبلن. تم تصميم هذا النموذج ليقوم بتزويد المقاتلات بالوقود و إعادة تسليحها أثناء الطيران، كما تصورت هذه الدراسة أن يتم إطلاق المقاتلات و إستعادتها على هيكل يشبه الأرجوحة مثل هيكل أكرون و ماكون. لم يتم تعديل أي طائرة B-36 لحمل طائرات F-85، غير أن طائرة من طراز بي 29 عدلت لإطلاق طائرتين من طراز F-86 كنموذج مبدئي.

## حاملة الطائرات بوينج 747 المحمولة جوا

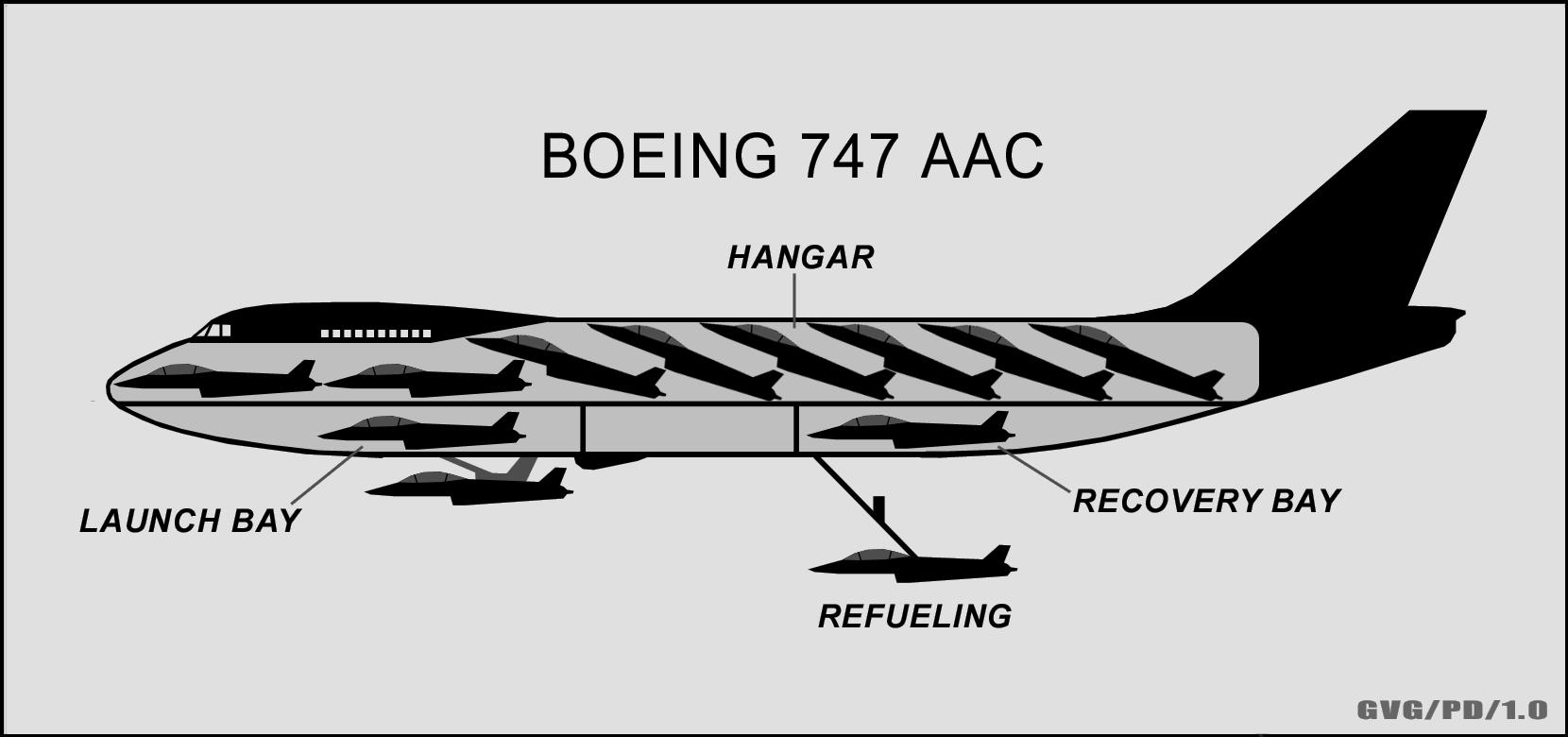
مخطط مقطعي لحاملة الطائرات من بوينغ 747 يظهر مهجع الطائرات و عملية الإطلاق والاسترجاع وتزويد الطائرات بالوقود

إقترحت شركة بوينغ تعديل طائرة بوينغ 747 لتصبح حاملة طائرات محمولة جواً. لم يبرح هذا الإقتراح طاولة التصميم.
أجرت شركة بوينغ دراسة لتحديد إمكانية بناء حاملة طائرات محمولة جواً كجزء من عقد مدفوع من قبل سلاح الجو الأمريكي. تصورت الدراسة قيام المركبة الأم بنقل و إطلاق ما يصل إلى 10 طائرات من طراز بوينغ 985-121 و إستعادتها و إعادة تسليحها و تموينها بالوقود جوا. إعتقدت شركة بوينغ أن هذه الطائرة ستكون منصة نقل مرنة و سريعة ذات امتداد عالمي، لا سيما في حالة عدم توفر القواعد الجوية أو حاملات الطائرات التقليدية.
تم دراسة تعديل طائرة بوينغ 747-200 و لوكهيد سي 5 لدراسة المشروع قبل أن استبعاد طائرة لوكهيد نظرا لموقع جناحها المرتفع. كما تضمنت الدراسة تصميم طائرة إنذار جوي مبكر تحمل طائرتي استطلاع مع إمكانية إنتاجها بحلول سنة 1973 قبل أن يلغى المشروع بالكامل.
نُشرت العديد من المراجع و الدراسات حول مشروع طائرة بوينغ 747 الحاملة للطائرات مما سبب إرتباط هذا المشروع بهذه الفكرة أكثر من أي مشروع آخر من ضمنها:
- طائرة بوينغ 747 الحاملة للطائرات[13]
- تصور فريد لحاملة طائرات طائرة[14]
- بوينغ 747 حاملة الطائرات (boeing-747.com) [15]

## لوكهيد سي -130 هيركوليز

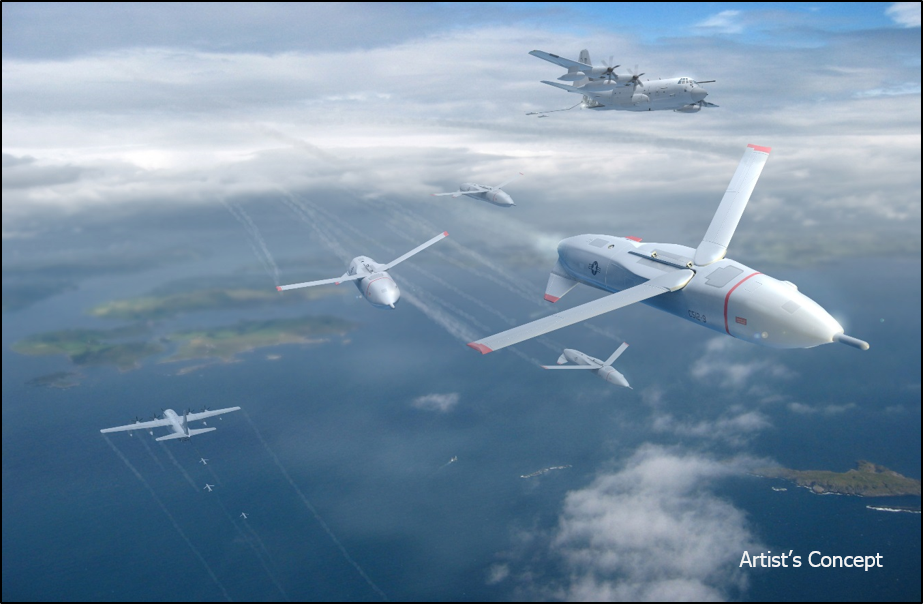
رسم تخيلي لمشروع جريملين من داربا

منذ عام 2015، تدرس وزارة الدفاع الأمريكية عبر وكالة مشاريع البحوث المتطورة الدفاعية إمكانية إطلاق مركبات جوية دون طيار  من طائرة شحن لوكهيد سي 130 هيركوليز معدلة لهذا الغرض.
حسب هذه الدراسة المسماة مشروع غريملين، ستكون الطائرة قادرة على نشر و دعم و إستعادة الطائرات دون طيار. لا تزال التجارب جارية لمعرفة مدى إمكانية تنفيذ هذه الدراسة على أرض الواقع.

## في الأعمال الفنية
تم إستخدام هذا النوع من حاملات الطائرات في العديد من الأعمال الفنية خصوصا سلاسل الخيال العلمي من مثل:
- سبكتروم كلاودبايز (بالإنجليزية: Spectrum Cloudbase) في مسلسل الخيال العلمي كابتن سكارليت و ذا ميسترونس.
- هيليكارير (بالإنجليزية: Helicarrier) في عالم مارفل الخيالي.
- فاليانت (بالإنجليزية: Valiant) في الجزء الثالث من سلسلة الخيال العلمي البريطانية دكتور هو.